# بوريس فاليجو
بوريس فاليجو (بالإنجليزية: Boris Vallejo) هو رسام توضيحي ورسام أمريكي، ولد في 8 يناير 1941 في ليما في بيرو.

## وصلات خارجية
- الموقع الرسمي
- بوريس فاليجو على موقع ميوزك برينز (الإنجليزية)
- بوريس فاليجو على موقع إن إن دي بي (الإنجليزية)
- بوريس فاليجو على موقع ديسكوغز (الإنجليزية)